# Harlipura, Channagiri
Harlipura là một làng thuộc tehsil Channagiri, huyện Davanagere, bang Karnataka, Ấn Độ.